# Valentin Rottner
Valentin Rottner (* 21. September 1988 in Nürnberg) ist ein deutscher Koch.

## Werdegang

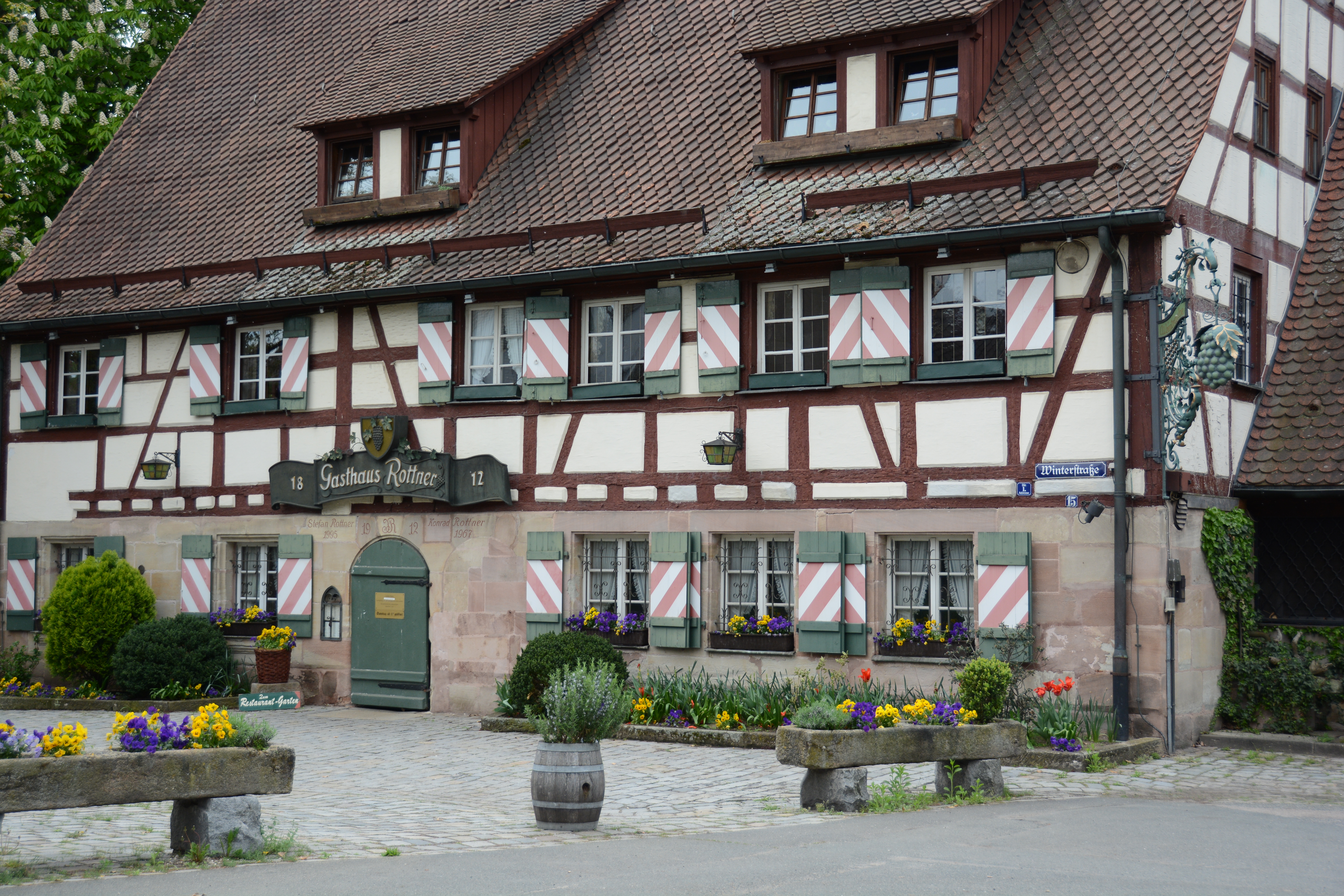
Romantik Hotel Rottner in Nürnberg

Rottner entstammt einer Gastronomenfamilie und kocht in der achten Generation. Er ist der Sohn von Stefan Rottner. 
Nach der Ausbildung in Herrmanns Posthotel bei Alexander Hermann in Wirsberg ging er zum Restaurant Söl’ring Hof bei Jan-Philipp Berner auf Sylt (zwei Michelinsterne) und dann zum Restaurant Fährhaus bei Alexandro Pape auf Sylt (zwei Michelinsterne). Dann wechselte er zum Landhaus Spatzenhof (ein Michelinstern) und zum Gourmetrestaurant Lerbach bei Nils Henkel im Schlosshotel Lerbach in Bergisch Gladbach (zwei Michelinsterne). 2015 kehrte er zum heimatlichem Romantik Hotel Rottner zurück. 
Im April 2018 eröffnete Valentin Rottner als Küchenchef das Restaurant Waidwerk im Romantik Hotel Rottner in Nürnberg, das seit 2019 mit einem Michelinstern ausgezeichnet wird.

## Auszeichnungen
- 2019: Ein Michelinstern für Restaurant Waidwerk in Nürnberg[3]